# Sidi Alouane
Sidi Alouane (àrab: سيدي علوان, Sīdī ʿAlwān) és una ciutat de Tunísia a la governació de Mahdia, situada uns 28 km al sud-oest de la ciutat de Mahdia i 10 km a l'oest de Salakta i de les ruïnes romanes de Salaktum. Té una població de 6.561 habitants. El capçalera d'una delegació amb 34.200 habitants al cens del 2004 i 35.272 habitants al cens del 2006. Està formada per dotze nuclis: Wadi Glat, Wadi Baja Nord, Wadi Baja Sud, Essaada, Sakit El Kadem, Albasatin, Sidi Alouane Est, Sidi Alouane Ouest, Zorda, Zalba Ouest, Zalba Est, i Ennouzha.

## Economia
El terreny semiàrid i àrid (300 mm de pluja a l'any) és en part apte per al cultiu d'oliveres que constitueix la seva base econòmica (13.325 hectàrees). Els fruiters (2.410 hectàrees) són la segona producció. La ramaderia està formada per bovins (4.168) i ovins (15.000), amb una bona producció de llet. També s'hi produeix mel i, de fet, s'hi celebra un festival anual dedicat a la mel. La indústria es limita a alguns establiments tèxtils.

## Patrimoni
A la vora hi ha els jaciments arqueològics de Chammar i Zelba, aquest darrer amb el mausoleu del sant sidi Alwan ibn Saïd, que dona nom a la ciutat.

## Història
Segons explica sidi Alí al-Mahjub, nadiu de la propera vila de Ksour Essaf i deixeble de sidi Alwan, a mitjan segle xvi comença a formar-se l'actual ciutat al voltant de la tomba del sant, a la zona on havia viscut Sidi Alouane. En recull la notícia a mitjan segle xix Mohamed Magdish a la seva obra Passeig per les vistes de les meravelles de les dates i les notícies (àrab: نزهة الانضار في عجائب التواريخ والأخبار, Nuzhat al-anẓār fī ʿajāʾib at-tawārīẖ wa-l-aẖbār). També en parla Mohamed Bohli el Nayel al seu llibre La vérité historique du soufisme Islamique, que esmenta el mausoleu del sant i que la vila tenia aleshores 72 habitants.

## Administració
És el centre de la delegació o mutamadiyya homònima, creada el 6 de juliol de 1978 i amb codi geogràfic 33 60 (ISO 3166-2:TN-12), dividida en dotze sectors o imades:
- Sidi Alouane Ouest (33 60 51)
- Sidi Alouane Est (33 60 52)
- Zorda (33 60 53)
- Sakiet El Khadem (33 60 54)
- El Bassatine (33 60 55)
- Oued Béja Nord (33 60 56)
- Oued Béja Sud (33 60 57)
- Zalba Est (33 60 58)
- Zalba Ouest (33 60 59)
- En-Nozha (33 60 60)
- Oued Guellat (33 60 61)
- Es- Sâada (33 60 62)

Al mateix temps, forma una municipalitat o baladiyya (codi geogràfic 33 22).
El 26 de maig de 2016 es va constituir una nova municipalitat, Zalba, amb cinc sectors de la delegació:
- Zalba Est (33 60 58)
- Zalba Ouest (33 60 59)
- Oued Béja Sud (33 60 57)
- Nozha (33 60 60)
- Zorda (33 60 53)